# Afropteris barklyae
Afropteris barklyae là một loài thực vật có mạch trong họ Pteridaceae. Loài này được (Baker) Alston mô tả khoa học đầu tiên năm 1956.